# Константиновская (Краснодарский край)
Константи́новская — станица в Курганинском районе Краснодарского края.
Административный центр Константиновского сельского поселения.

## География
Станица находится на берегу реки Чамлык (приток Лабы), в степной зоне, на расстоянии 7 км к юго-востоку от города Курганинск, административного центра района.

## История
Станица основана в 1847 году на месте Константиновского поста, названного в честь великого князя Константина Николаевича.
Статья из ЭСБЕ:
Константиновская — станица Кубанской области, Лабинского отдела. Жителей 4 268, церковь, школа, мельниц 9, торгово-промышленных зав. 2, фабрик и заводов 3.

## Население
| 2002  | 2010  | 2012  | 2013  | 2014  | 2015  |
| ----- | ----- | ----- | ----- | ----- | ----- |
| 4096  | ↘4008 | ↗4076 | ↗4088 | ↗4112 | ↗4140 |
| 2016  | 2017  | 2018  | 2019  | 2020  | 2021  |
| ↗4200 | ↗4209 | ↘4157 | ↘4109 | ↘4058 | ↘3975 |
| 2023  |       |       |       |       |       |
| ↘3872 |       |       |       |       |       |

## Улицы
| - ул. 40 лет Октября, - ул. Базарная, - ул. Воровского, - ул. Гагарина, - пер. Заводской, - ул. К. Либкнехта, - ул. К. Маркса, - ул. Калинина, | - ул. КИМ, - ул. Кирова, - ул. Комсомольская, - ул. Кооперативная, - ул. Красная, - пер. Красный, - ул. Красных партизан, - ул. Курганная, | - ул. Ленина, - ул. Мира, - пер. Молодёжный, - ул. Набережная, - ул. Новокубанская, - ул. Октябрьская, - ул. Подгорная, - ул. Почтовая, | - пер. Почтовый, - ул. Пролетарская, - ул. Пушкина, - ул. Советская, - ул. Степана Разина, - ул. Школьная, - ул. Шолохова, - ул. Энгельса. |

## Известные уроженцы
- Кулешов, Анатолий Афанасьевич (1923—1991) — советский военнослужащий, подполковник, Герой Советского Союза.
- Лазарева, Галина Михайловна (1930—2024) — советский и российский учитель, Герой Социалистического Труда.